# Shmuel Auerbach
Shmuel Auerbach (hebräisch שמואל אוירבך; * 21. September 1931 in Jerusalem, Mandatsgebiet Palästina; † 24. Februar 2018 in Jerusalem) war israelischer Rabbiner  und eine bedeutende Figur innerhalb der ultraorthodoxen jüdischen Gemeinschaft in Israel.

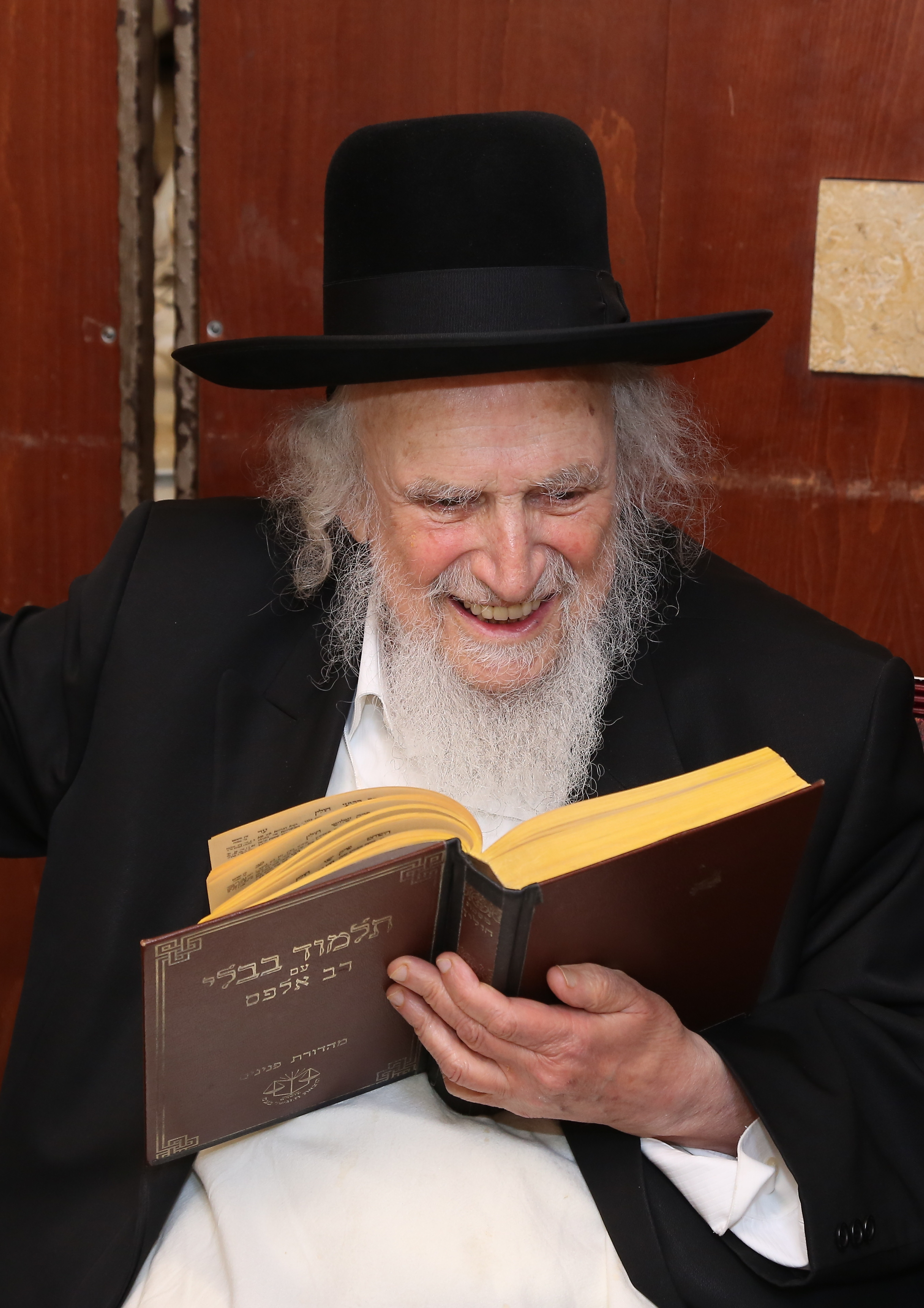
Shmuel Auerbach

## Biographie
Auerbach war der älteste Sohn des Rabbiners Schlomo Salman Auerbach und Chaya Rivka Ruchamki. Er lebte sein ganzes Leben im Jerusalemer Stadtteil Sha'arei Hesed. Seine Frau Rachel Paksher, ebenfalls Kind eines Rabbiners, verstarb 1990, und er widmete ihr sein Werk Ohel Rachel.
Sein Tod am 24. Februar 2018 führte zu einer großen Trauerkundgebung in Jerusalem, an der Zehntausende seiner Anhänger teilnahmen. Sein Einfluss auf die ultraorthodoxe Gemeinschaft bleibt bis heute spürbar, insbesondere in Fragen der religiösen Autonomie und politischen Unabhängigkeit.
Er war Dekan mehrerer Jeschiwot, darunter Ma'alos HaTorah, Midrash Shmuel und Toras Simcha in Jerusalem. Sein Wirken als Rabbiner war stark von seiner kompromisslosen Haltung zur religiösen Autonomie geprägt. Er setzte sich für die Bewahrung traditioneller jüdischer Werte ein und war ein entschiedener Gegner der Wehrpflicht für ultraorthodoxe Männer in Israel.

## Politisches Wirken
Auerbach gründete  2012 die politische Organisation Peleg Yerushalmi, die sich gegen die Einberufung ultraorthodoxer Männer in die israelische Armee stellte. Als die israelische Regierung 2013 eine Kampagne zur Wehrpflicht für ultraorthodoxe Männer startete, führte seine Organisation Demonstrationen und Proteste gegen diese Maßnahmen an. Er war zudem der Kopf der Partei Bnei Torah, die auch als „Etz“ bekannt ist.